# Porto de Eilat
O porto de Eilat é o único porto israelense no Mar Vermelho, localizado no extremo norte do Golfo de Aqaba, na cidade de Eilat. Tem significativa importância econômica e estratégica. O porto de Eilat, foi aberto em 1957 e é hoje usado principalmente para o comércio com países do Extremo Oriente, que permite navegação israelense para chegar ao Oceano Índico, sem ter que navegar pelo Canal de Suez. Os bloqueios navais egípcios no Estreito de Tiran controlam o acesso a Eilat, com destaque aos eventos que levaram a duas grandes guerras árabe-israelenses: a Guerra do Sinai e a Guerra dos Seis Dias.